# Biathlon-Weltcup 1990/91
In der Saison 1990/91 wurde der Biathlon-Weltcup zum 14. Mal ausgetragen. Die Wettkampfserie im Biathlon bestand aus jeweils sechs Einzel-, sechs Sprint-, vier Staffel- und zwei Mannschaftsrennen für Männer und Frauen und wurde an sechs Veranstaltungsorten ausgetragen. Neben den sechs Weltcupveranstaltungen in Albertville, Ruhpolding, Antholz, Oberhof, Oslo und Canmore fanden die Biathlon-Weltmeisterschaften im finnischen Lahti statt. Die Weltmeisterschaften zählten aber nicht zum Weltcup.
Titelverteidiger bei den Herren war Sergei Tschepikow und bei den Damen Jiřina Pelcová. Den Weltcup bei den Männern gewann Sergei Tschepikow vor Mark Kirchner und Andreas Zingerle, bei den Frauen gewann Swetlana Dawydowa vor Myriam Bédard und Anne Elvebakk.

## Männer

### Resultate
| 1. Weltcup in Albertville, 13. bis 16. Dezember 1990 | 1. Weltcup in Albertville, 13. bis 16. Dezember 1990 | 1. Weltcup in Albertville, 13. bis 16. Dezember 1990                       | 1. Weltcup in Albertville, 13. bis 16. Dezember 1990        | 1. Weltcup in Albertville, 13. bis 16. Dezember 1990                     |
| ---------------------------------------------------- | ---------------------------------------------------- | -------------------------------------------------------------------------- | ----------------------------------------------------------- | ------------------------------------------------------------------------ |
| Datum                                                | Disziplin                                            | Erster Platz                                                               | Zweiter Platz                                               | Dritter Platz                                                            |
| 13. Dezember 1990 (Do.)                              | Einzel (20 km)                                       | Sergei Tschepikow                                                          | Anatoli Schdanowitsch                                       | Frank-Peter Roetsch                                                      |
| 15. Dezember 1990 (Sa.)                              | Sprint (10 km)                                       | Sergei Tschepikow                                                          | Frank Luck                                                  | Andreas Zingerle                                                         |
| 16. Dezember 1990 (So.)                              | Staffel (4 × 7,5 km)                                 | SowjetunionWaleri Noskow Juri Kaschkarow Sergei Tschepikow Alexander Popow | NorwegenGeir Einang Sverre Istad Jon Åge Tyldum Gisle Fenne | ItalienWilfried Pallhuber Hubert Leitgeb Johann Passler Andreas Zingerle |

| 2. Weltcup in Ruhpolding, 17. bis 20. Januar 1991 | 2. Weltcup in Ruhpolding, 17. bis 20. Januar 1991 | 2. Weltcup in Ruhpolding, 17. bis 20. Januar 1991                                       | 2. Weltcup in Ruhpolding, 17. bis 20. Januar 1991                     | 2. Weltcup in Ruhpolding, 17. bis 20. Januar 1991               |
| ------------------------------------------------- | ------------------------------------------------- | --------------------------------------------------------------------------------------- | --------------------------------------------------------------------- | --------------------------------------------------------------- |
| Datum                                             | Disziplin                                         | Erster Platz                                                                            | Zweiter Platz                                                         | Dritter Platz                                                   |
| 17. Januar 1991 (Do.)                             | Einzel (20 km)                                    | Pieralberto Carrara                                                                     | Andreas Zingerle                                                      | Eirik Kvalfoss                                                  |
| 19. Januar 1991 (Sa.)                             | Sprint (10 km)                                    | Sergei Tarassow                                                                         | Pieralberto Carrara                                                   | Frode Løberg                                                    |
| 20. Januar 1991 (So.)                             | Mannschaft (20 km)                                | SowjetunionSergei Tarasov sen. Waleri Medwedzew Anatoli Schdanowitsch Sergei Tschepikow | ItalienElmar Mutschlechner Edmund Zitturi Simon Demetz Hubert Leitgeb | NorwegenIvar Ulekleiv Geir Einang Sylfest Glimsdal Frode Løberg |

| 3. Weltcup in Antholz, 24. bis 27. Januar 1991 | 3. Weltcup in Antholz, 24. bis 27. Januar 1991 | 3. Weltcup in Antholz, 24. bis 27. Januar 1991                                   | 3. Weltcup in Antholz, 24. bis 27. Januar 1991                                | 3. Weltcup in Antholz, 24. bis 27. Januar 1991               |
| ---------------------------------------------- | ---------------------------------------------- | -------------------------------------------------------------------------------- | ----------------------------------------------------------------------------- | ------------------------------------------------------------ |
| Datum                                          | Disziplin                                      | Erster Platz                                                                     | Zweiter Platz                                                                 | Dritter Platz                                                |
| 24. Januar 1991 (Do.)                          | Einzel (20 km)                                 | Alexander Popow                                                                  | Sergei Tschepikow                                                             | Christian Dumont                                             |
| 26. Januar 1991 (Sa.)                          | Sprint (10 km)                                 | Sergei Tschepikow                                                                | Andreas Zingerle                                                              | Mark Kirchner                                                |
| 27. Januar 1991 (So.)                          | Staffel (4 × 7,5 km)                           | SowjetunionJuri Kaschkarow Alexander Popow Sergei Tarasov sen. Sergei Tschepikow | ItalienPieralberto Carrara Johann Passler Wilfried Pallhuber Andreas Zingerle | DeutschlandRicco Groß Frank Luck Mark Kirchner Fritz Fischer |

| 4. Weltcup in Oberhof, 31. Januar bis 3. Februar 1991 | 4. Weltcup in Oberhof, 31. Januar bis 3. Februar 1991 | 4. Weltcup in Oberhof, 31. Januar bis 3. Februar 1991        | 4. Weltcup in Oberhof, 31. Januar bis 3. Februar 1991                     | 4. Weltcup in Oberhof, 31. Januar bis 3. Februar 1991          |
| ----------------------------------------------------- | ----------------------------------------------------- | ------------------------------------------------------------ | ------------------------------------------------------------------------- | -------------------------------------------------------------- |
| Datum                                                 | Disziplin                                             | Erster Platz                                                 | Zweiter Platz                                                             | Dritter Platz                                                  |
| 31. Januar 1991 (Do.)                                 | Einzel (20 km)                                        | Mark Kirchner                                                | Frank Luck                                                                | Pieralberto Carrara                                            |
| 2. Februar 1991 (Sa.)                                 | Sprint (10 km)                                        | Frank Luck                                                   | Ricco Groß                                                                | Andreas Zingerle                                               |
| 3. Februar 1991 (So.)                                 | Staffel (4 × 7,5 km)                                  | DeutschlandRicco Groß Frank Luck Mark Kirchner Fritz Fischer | ItalienPieralberto Carrara Johann Passler Hubert Leitgeb Andreas Zingerle | NorwegenSverre Istad Ivar Ulekleiv Jon Åge Tyldum Frode Løberg |

| 5. Weltcup in Oslo, 7. bis 10. März 1991 | 5. Weltcup in Oslo, 7. bis 10. März 1991 | 5. Weltcup in Oslo, 7. bis 10. März 1991                                          | 5. Weltcup in Oslo, 7. bis 10. März 1991                    | 5. Weltcup in Oslo, 7. bis 10. März 1991                         |
| ---------------------------------------- | ---------------------------------------- | --------------------------------------------------------------------------------- | ----------------------------------------------------------- | ---------------------------------------------------------------- |
| Datum                                    | Disziplin                                | Erster Platz                                                                      | Zweiter Platz                                               | Dritter Platz                                                    |
| 7. März 1991 (Do.)                       | Einzel (20 km)                           | Mark Kirchner                                                                     | Franz Schuler                                               | Stéphane Bouthiaux                                               |
| 9. März 1991 (Sa.)                       | Sprint (10 km)                           | Geir Einang                                                                       | Sergei Tarassow                                             | Frode Løberg                                                     |
| 10. März 1991 (So.)                      | Staffel (4 × 7,5 km)                     | SowjetunionWaleri Kirijenko Sergei Tschepikow Sergei Tarasov sen. Alexander Popow | NorwegenGeir Einang Eirik Kvalfoss Frode Løberg Gisle Fenne | DeutschlandRicco Groß André Sehmisch Mark Kirchner Fritz Fischer |

| 6. Weltcup in Canmore, 14 bis 17. März 1991 | 6. Weltcup in Canmore, 14 bis 17. März 1991 | 6. Weltcup in Canmore, 14 bis 17. März 1991                  | 6. Weltcup in Canmore, 14 bis 17. März 1991                   | 6. Weltcup in Canmore, 14 bis 17. März 1991                             |
| ------------------------------------------- | ------------------------------------------- | ------------------------------------------------------------ | ------------------------------------------------------------- | ----------------------------------------------------------------------- |
| Datum                                       | Disziplin                                   | Erster Platz                                                 | Zweiter Platz                                                 | Dritter Platz                                                           |
| 14. März 1991 (Do.)                         | Einzel (20 km)                              | Hervé Flandin                                                | Patrice Bailly-Salins                                         | Josh Thompson                                                           |
| 16. März 1991 (Sa.)                         | Sprint (10 km)                              | Eirik Kvalfoss                                               | Hubert Leitgeb                                                | Mark Kirchner                                                           |
| 17. März 1991 (So.)                         | Mannschaft (20 km)                          | DeutschlandFritz Fischer Ricco Groß Frank Luck Mark Kirchner | NorwegenGeir Einang Jon Åge Tyldum Eirik Kvalfoss Gisle Fenne | ItalienHubert Leitgeb Gottlieb Taschler Simon Demetz Wilfried Pallhuber |

### Weltcupstände
| Endstand nach 12 Rennen (Top 10) |                     |        |       |
| \| Rang \| Name \| Punkte \| Siege \| \| ---- \| ------------------- \| ------ \| ----- \| \| 01 \| Sergei Tschepikow \| 191 \| 3 \| \| 02 \| Mark Kirchner \| 183 \| 2 \| \| 03 \| Andreas Zingerle \| 174 \| 0 \| \| 04 \| Frank Luck \| 156 \| 1 \| \| 05 \| Pieralberto Carrara \| 147 \| 1 \| \| 06 \| Gisle Fenne \| 144 \| 0 \| \| 07 \| Ricco Groß \| 119 \| 0 \| \| 08 \| Wilfried Pallhuber \| 118 \| 0 \| \| 09 \| Franz Schuler \| 115 \| 0 \| \| 10 \| Sergei Tarassow \| 114 \| 1 \| |                     |        |       |
| Rang | Name                | Punkte | Siege |
| 01 | Sergei Tschepikow   | 191    | 3     |
| 02 | Mark Kirchner       | 183    | 2     |
| 03 | Andreas Zingerle    | 174    | 0     |
| 04 | Frank Luck          | 156    | 1     |
| 05 | Pieralberto Carrara | 147    | 1     |
| 06 | Gisle Fenne         | 144    | 0     |
| 07 | Ricco Groß          | 119    | 0     |
| 08 | Wilfried Pallhuber  | 118    | 0     |
| 09 | Franz Schuler       | 115    | 0     |
| 10 | Sergei Tarassow     | 114    | 1     |

| Rang | Name                  | Punkte | Siege |
| ---- | --------------------- | ------ | ----- |
| 01   | Mark Kirchner         | 99     | 2     |
| 02   | Sergei Tschepikow     | 87     | 1     |
| 03   | Andreas Zingerle      | 79     | 0     |
| 04   | Gisle Fenne           | 79     | 0     |
| 05   | Patrice Bailly-Salins | 74     | 0     |
| 06   | Pieralberto Carrara   | 73     | 1     |
| 07   | Frank Luck            | 70     | 0     |
| 08   | Franz Schuler         | 65     | 0     |
| 09   | Wilfried Pallhuber    | 62     | 0     |
| 10   | Christian Dumont      | 57     | 0     |

| Rang | Name                | Punkte | Siege |
| ---- | ------------------- | ------ | ----- |
| 01   | Sergei Tschepikow   | 104    | 2     |
| 02   | Andreas Zingerle    | 95     | 0     |
| 03   | Sergei Tarassow     | 90     | 1     |
| 04   | Frank Luck          | 86     | 1     |
| 05   | Mark Kirchner       | 84     | 0     |
| 06   | Geir Einang         | 79     | 1     |
| 07   | Pieralberto Carrara | 74     | 0     |
| 08   | Eirik Kvalfoss      | 68     | 1     |
| 09   | Ricco Groß          | 67     | 0     |
| 10   | Gisle Fenne         | 65     | 0     |

| Rang | Land        | Punkte | Siege |
| ---- | ----------- | ------ | ----- |
| 01   | Italien     | 5682   | 1     |
| 02   | Deutschland | 5659   | 4     |
| 03   | Frankreich  | 5383   | 1     |
| 04   | Norwegen    | 5288   | 2     |
| 05   | Sowjetunion | 4557   | 8     |
| 06   | Österreich  | 4269   | 0     |
| 07   |             |        |       |
| 08   |             |        |       |
| 09   |             |        |       |
| 10   |             |        |       |

### Tabelle
| Rang | Name                  | Punkte |
| ---- | --------------------- | ------ |
| 01   | Sergei Tschepikow     | 191    |
| 02   | Mark Kirchner         | 183    |
| 03   | Andreas Zingerle      | 174    |
| 04   | Frank Luck            | 156    |
| 05   | Pieralberto Carrara   | 147    |
| 06   | Gisle Fenne           | 144    |
| 07   | Ricco Groß            | 119    |
| 08   | Wilfried Pallhuber    | 118    |
| 09   | Franz Schuler         | 115    |
| 10   | Sergei Tarassow       | 114    |
| 11   | Eirik Kvalfoss        | 108    |
| 12   | Frode Løberg          | 108    |
| 13   | Hubert Leitgeb        | 106    |
| 14   | Patrice Bailly-Salins | 103    |
| 15   | Fritz Fischer         | 103    |
| 16   | Jon Åge Tyldum        | 99     |
| 17   | Geir Einang           | 98     |
| 18   | Christian Dumont      | 96     |
| 19   | André Sehmisch        | 91     |
| 20   | Johann Passler        | 86     |
| 21   | Alexander Popow       | 85     |
| 22   | Josh Thompson         | 80     |
| 23   | Hervé Flandin         | 74     |
| 24   | Waleri Medwedzew      | 71     |
| 25   | Anatoli Schdanowitsch | 68     |
| 26   | Andreas Heymann       | 65     |
| 27   | Frank-Peter Roetsch   | 63     |
| 28   | Stéphane Bouthiaux    | 60     |
| 29   | Gilles Marguet        | 56     |
| 30   | Juri Kaschkarow       | 49     |

| Rang | Name              | Punkte |
| ---- | ----------------- | ------ |
| 31   | Mikael Löfgren    | 48     |
| 32   | Sverre Istad      | 46     |
| 33   | Aleksander Grajf  | 41     |
| 34   | Waleri Kirijenko  | 35     |
| 35   | Gottlieb Taschler | 35     |
| 36   | Duncan Douglas    | 34     |
| 37   | Sylfest Glimsdal  | 32     |
| 38   | Helmut Tengg      | 31     |
| 39   | Alfred Eder       | 31     |
| 40   | Simon Demetz      | 30     |
| 41   | Petr Garabík      | 30     |
| 42   | Xavier Blond      | 29     |
| 43   | Michael Dixon     | 28     |
| 44   | Harri Eloranta    | 23     |
| 45   | Thierry Gerbier   | 17     |
| 46   | Armin Trinker     | 17     |
| 47   | Waleri Noskow     | 16     |
| 48   | Krassimir Widenow | 14     |
| 49   | Jari Mäkinen      | 14     |
| 50   | Misao Kodate      | 13     |
| 51   | Pavel Kotraba     | 12     |
| 52   | Krzysztof Sosna   | 11     |
| 53   | Egon Leitner      | 10     |
| 54   | Vesa Hietalahti   | 10     |
| 55   | Lionel Laurent    | 10     |
| 56   | Peter Sjödén      | 10     |
| 57   | Martin Rypl       | 8      |
| 58   | Mladen Grujić     | 7      |
| 59   | Thierry Dusserre  | 7      |
| 60   | Wiktor Sidoreko   | 7      |

| Rang | Name                  | Punkte |
| ---- | --------------------- | ------ |
| 61   | Jean Paquet           | 7      |
| 62   | Steffen Hoos          | 6      |
| 63   | Hristo Wodenitscharow | 6      |
| 64   | Uros Velepec          | 5      |
| 65   | Kenneth Rudd          | 5      |
| 66   | Kari Kataja           | 4      |
| 67   | Jiří Holubec          | 4      |
| 68   | Dominique Epp         | 4      |
| 69   | Dariusz Kozłowski     | 4      |
| 70   | Tomáš Kos             | 3      |
| 71   | Piotr Pluta           | 3      |
| 72   | Hubert Esterl         | 3      |
| 73   | Spas Slatew           | 1      |
| 74   | Glenn Rupertus        | 1      |
| 75   | Alois Reiter          | 1      |
| 76   | Antero Lähde          | 1      |

## Frauen

### Resultate
| 1. Weltcup in Albertville, 13. bis 16. Dezember 1990 | 1. Weltcup in Albertville, 13. bis 16. Dezember 1990 | 1. Weltcup in Albertville, 13. bis 16. Dezember 1990 | 1. Weltcup in Albertville, 13. bis 16. Dezember 1990 | 1. Weltcup in Albertville, 13. bis 16. Dezember 1990   |
| ---------------------------------------------------- | ---------------------------------------------------- | ---------------------------------------------------- | ---------------------------------------------------- | ------------------------------------------------------ |
| Datum                                                | Disziplin                                            | Erster Platz                                         | Zweiter Platz                                        | Dritter Platz                                          |
| 13. Dezember 1990 (Do.)                              | Einzel (15 km)                                       | Jelena Golowina                                      | Swetlana Dawydowa                                    | Irina Agolakowa                                        |
| 15. Dezember 1990 (Sa.)                              | Sprint (7,5 km)                                      | Uschi Disl                                           | Jelena Melnikowa-Tschepikowa                         | Kerstin Moring                                         |
| 16. Dezember 1990 (So.)                              | Staffel (3 × 7,5 km)                                 | DeutschlandUschi Disl Kerstin Moring Antje Harvey    | NorwegenSigne Trosten Anne Elvebakk Synnøve Thoresen | FinnlandTuija Vuoksiala Pirjo Mattila Seija Hyytiäinen |

| 2. Weltcup in Ruhpolding, 17. bis 20. Januar 1991 | 2. Weltcup in Ruhpolding, 17. bis 20. Januar 1991 | 2. Weltcup in Ruhpolding, 17. bis 20. Januar 1991                                       | 2. Weltcup in Ruhpolding, 17. bis 20. Januar 1991                     | 2. Weltcup in Ruhpolding, 17. bis 20. Januar 1991               |
| ------------------------------------------------- | ------------------------------------------------- | --------------------------------------------------------------------------------------- | --------------------------------------------------------------------- | --------------------------------------------------------------- |
| Datum                                             | Disziplin                                         | Erster Platz                                                                            | Zweiter Platz                                                         | Dritter Platz                                                   |
| 17. Januar 1991 (Do.)                             | Einzel (15 km)                                    | Jelena Golowina                                                                         | Véronique Claudel                                                     | Antje Harvey                                                    |
| 19. Januar 1991 (Sa.)                             | Sprint (7,5 km)                                   | Myriam Bédard                                                                           | Uschi Disl                                                            | Swetlana Dawydowa                                               |
| 20. Januar 1991 (So.)                             | Mannschaft (15 km)                                | SowjetunionJelena Melnikowa-Tschepikowa Jelena Golowina Anfissa Reszowa Irina Agolakowa | NorwegenSynnøve Thoresen Signe Trosten Anne Elvebakk Unni Kristiansen | FinnlandSari Lähde Tuija Sikiö Tuija Vuoksiala Seija Hyytiäinen |

| 3. Weltcup in Antholz, 24. bis 27. Januar 1991 | 3. Weltcup in Antholz, 24. bis 27. Januar 1991 | 3. Weltcup in Antholz, 24. bis 27. Januar 1991           | 3. Weltcup in Antholz, 24. bis 27. Januar 1991 | 3. Weltcup in Antholz, 24. bis 27. Januar 1991     |
| ---------------------------------------------- | ---------------------------------------------- | -------------------------------------------------------- | ---------------------------------------------- | -------------------------------------------------- |
| Datum                                          | Disziplin                                      | Erster Platz                                             | Zweiter Platz                                  | Dritter Platz                                      |
| 24. Januar 1991 (Do.)                          | Einzel (15 km)                                 | Swetlana Dawydowa                                        | Petra Schaaf                                   | Anne Elvebakk                                      |
| 26. Januar 1991 (Sa.)                          | Sprint (7,5 km)                                | Anne Elvebakk                                            | Grete Ingeborg Nykkelmo                        | Irina Agolakowa                                    |
| 27. Januar 1991 (So.)                          | Staffel (3 × 7,5 km)                           | SowjetunionJelena Belowa Jelena Golowina Irina Agolakowa | DeutschlandUschi Disl Inga Kesper Petra Schaaf | SchwedenInger Björkbom Christina Eklund Mia Stadig |

| 4. Weltcup in Oberhof, 31. Januar bis 3. Februar 1991 | 4. Weltcup in Oberhof, 31. Januar bis 3. Februar 1991 | 4. Weltcup in Oberhof, 31. Januar bis 3. Februar 1991 | 4. Weltcup in Oberhof, 31. Januar bis 3. Februar 1991         | 4. Weltcup in Oberhof, 31. Januar bis 3. Februar 1991        |
| ----------------------------------------------------- | ----------------------------------------------------- | ----------------------------------------------------- | ------------------------------------------------------------- | ------------------------------------------------------------ |
| Datum                                                 | Disziplin                                             | Erster Platz                                          | Zweiter Platz                                                 | Dritter Platz                                                |
| 31. Januar 1991 (Do.)                                 | Einzel (15 km)                                        | Myriam Bédard                                         | Uschi Disl                                                    | Anne Elvebakk                                                |
| 2. Februar 1991 (Sa.)                                 | Sprint (7,5 km)                                       | Elin Kristiansen                                      | Yvonne Visser                                                 | Hildegunn Fossen                                             |
| 3. Februar 1991 (So.)                                 | Staffel (3 × 7,5 km)                                  | DeutschlandUschi Disl Inga Kesper Petra Schaaf        | NorwegenSigne Trosten Hildegunn Mikkelsplass Unni Kristiansen | TschechoslowakeiPetra Nosková Jiřina Pelcová Jana Vapeniková |

| 5. Weltcup in Oslo, 7. bis 10. März 1991 | 5. Weltcup in Oslo, 7. bis 10. März 1991 | 5. Weltcup in Oslo, 7. bis 10. März 1991        | 5. Weltcup in Oslo, 7. bis 10. März 1991                    | 5. Weltcup in Oslo, 7. bis 10. März 1991              |
| ---------------------------------------- | ---------------------------------------- | ----------------------------------------------- | ----------------------------------------------------------- | ----------------------------------------------------- |
| Datum                                    | Disziplin                                | Erster Platz                                    | Zweiter Platz                                               | Dritter Platz                                         |
| 7. März (Do.)                            | Einzel (15 km)                           | Antje Harvey                                    | Myriam Bédard                                               | Swetlana Dawydowa                                     |
| 9. März (Do.)                            | Sprint (7,5 km)                          | Grete Ingeborg Nykkelmo                         | Uschi Disl                                                  | Swetlana Dawydowa                                     |
| 10. März (So.)                           | Staffel (3 × 7,5 km)                     | DeutschlandUschi Disl Antje Harvey Petra Schaaf | SowjetunionJelena Belowa Nadeschda Talanowa Irina Agolakowa | NorwegenGrete Nykkelmo Anne Elvebakk Elin Kristiansen |

| 6. Weltcup in Canmore, 14. bis 17. März 1991 | 6. Weltcup in Canmore, 14. bis 17. März 1991 | 6. Weltcup in Canmore, 14. bis 17. März 1991                         | 6. Weltcup in Canmore, 14. bis 17. März 1991                   | 6. Weltcup in Canmore, 14. bis 17. März 1991                                   |
| -------------------------------------------- | -------------------------------------------- | -------------------------------------------------------------------- | -------------------------------------------------------------- | ------------------------------------------------------------------------------ |
| Datum                                        | Disziplin                                    | Erster Platz                                                         | Zweiter Platz                                                  | Dritter Platz                                                                  |
| 14. März (So.)                               | Einzel (15 km)                               | Elin Kristiansen                                                     | Swetlana Dawydowa                                              | Myriam Bédard                                                                  |
| 16. März (So.)                               | Sprint (7,5 km)                              | Swetlana Dawydowa                                                    | Myriam Bédard                                                  | Elin Kristiansen                                                               |
| 17. März (So.)                               | Mannschaft (15 km)                           | KanadaGillian Hamilton Inger-Kristin Berg Lise Meloche Myriam Bédard | DeutschlandAntje Harvey Petra Schaaf Kerstin Moring Uschi Disl | NorwegenHildegunn Mikkelsplass Anne Elvebakk Synnøve Thoresen Elin Kristiansen |

### Weltcupstände
| Endstand nach 12 Rennen (Top 10) |                   |        |       |
| \| Rang \| Name \| Punkte \| Siege \| \| ---- \| ----------------- \| ------ \| ----- \| \| 01 \| Swetlana Dawydowa \| 204 \| 2 \| \| 02 \| Myriam Bédard \| 192 \| 2 \| \| 03 \| Anne Elvebakk \| 178 \| 1 \| \| 04 \| Uschi Disl \| 174 \| 1 \| \| 05 \| Antje Misersky \| 162 \| 1 \| \| 06 \| Petra Schaaf \| 150 \| 0 \| \| 07 \| Elin Kristiansen \| 137 \| 2 \| \| 08 \| Véronique Claudel \| 130 \| 0 \| \| 09 \| Irina Agolakowa \| 115 \| 0 \| \| 10 \| Inga Kesper \| 115 \| 0 \| |                   |        |       |
| Rang | Name              | Punkte | Siege |
| 01 | Swetlana Dawydowa | 204    | 2     |
| 02 | Myriam Bédard     | 192    | 2     |
| 03 | Anne Elvebakk     | 178    | 1     |
| 04 | Uschi Disl        | 174    | 1     |
| 05 | Antje Misersky    | 162    | 1     |
| 06 | Petra Schaaf      | 150    | 0     |
| 07 | Elin Kristiansen  | 137    | 2     |
| 08 | Véronique Claudel | 130    | 0     |
| 09 | Irina Agolakowa   | 115    | 0     |
| 10 | Inga Kesper       | 115    | 0     |

| Rang | Name              | Punkte | Siege |
| ---- | ----------------- | ------ | ----- |
| 01   | Swetlana Dawydowa | 106    | 1     |
| 02   | Myriam Bédard     | 99     | 1     |
| 03   | Antje Misersky    | 92     | 1     |
| 04   | Anne Elvebakk     | 91     | 0     |
| 05   | Véronique Claudel | 81     | 0     |
| 06   | Petra Schaaf      | 74     | 0     |
| 07   | Uschi Disl        | 72     | 0     |
| 08   | Jelena Golowina   | 65     | 2     |
| 09   | Elin Kristiansen  | 64     | 1     |
| 10   | Inga Kesper       | 59     | 0     |

| Rang | Name                    | Punkte | Siege |
| ---- | ----------------------- | ------ | ----- |
| 01   | Uschi Disl              | 102    | 1     |
| 02   | Swetlana Dawydowa       | 98     | 1     |
| 03   | Myriam Bédard           | 93     | 1     |
| 04   | Anne Elvebakk           | 87     | 1     |
| 05   | Petra Schaaf            | 76     | 0     |
| 06   | Elin Kristiansen        | 73     | 1     |
| 07   | Antje Misersky          | 70     | 0     |
| 08   | Grete Ingeborg Nykkelmo | 68     | 1     |
| 09   | Synnøve Thoresen        | 64     | 0     |
| 10   | Irina Agolakowa         | 63     | 0     |

| Rang | Land        | Punkte | Siege |
| ---- | ----------- | ------ | ----- |
| 01   | Deutschland |        | 5     |
| 02   | Norwegen    |        | 4     |
| 03   | Frankreich  |        | 0     |
| 04   |             |        |       |
| 05   |             |        |       |
| 06   |             |        |       |
| 07   |             |        |       |
| 08   |             |        |       |
| 09   |             |        |       |
| 10   |             |        |       |

### Tabelle

#### Ergebnisse Athletinnen
| Pos. | Biathlet                | Albertville | Albertville | Ruhpolding | Ruhpolding | Antholz | Antholz | Oberhof | Oberhof | Oslo | Oslo | Canmore | Canmore | Punkte |
| Pos. | Biathlet                | Ez          | Sp          | Ez         | Sp         | Ez      | Sp      | Ez      | Sp      | Ez   | Sp   | Ez      | Sp      | Punkte |
| ---- | ----------------------- | ----------- | ----------- | ---------- | ---------- | ------- | ------- | ------- | ------- | ---- | ---- | ------- | ------- | ------ |
| 01   | Swetlana Dawydowa       | 002         | 006         | –          | 003        | 001     | 014     | –       | –       | 003  | 003  | 002     | 001     | 204    |
| 02   | Myriam Bédard           | 027         | 007         | 007        | 001        | 015     | 016     | 001     | 008     | 002  | 012  | 003     | 002     | 192    |
| 03   | Anne Elvebakk           | 006         | 004         | 013        | 027        | 003     | 001     | 003     | 007     | 005  | 013  | 004     | 010     | 178    |
| 04   | Uschi Disl              | 005         | 001         | –          | 002        | 016     | 009     | 002     | 024     | 015  | 002  | 012     | 006     | 174    |
| 05   | Antje Misersky          | 007         | 009         | 003        | 007        | –       | –       | –       | –       | 001  | 006  | 007     | 012     | 162    |
| 06   | Petra Schaaf            | –           | 014         | 004        | 008        | 002     | 013     | 017     | 004     | 009  | 005  | –       | 011     | 150    |
| 07   | Elin Kristiansen        | –           | 029         | 017        | 019        | –       | –       | 014     | 001     | 004  | 007  | 001     | 003     | 137    |
| 08   | Véronique Claudel       | 020         | 011         | 002        | 038        | 009     | 018     | 007     | 020     | 007  | 017  | 015     | 009     | 130    |
| 09   | Irina Agolakowa         | 003         | 005         | 016        | 016        | 010     | 003     | –       | –       | 024  | 018  | –       | –       | 115    |
| 10   | Inga Kesper             | 011         | 012         | 009        | 004        | 014     | 033     | 020     | 035     | 016  | 014  | 011     | 018     | 115    |
| 11   | Jelena Golowina         | 001         | 022         | 001        | 009        | 021     | 004     | –       | –       | –    | –    | –       | –       | 108    |
| 12   | Kerstin Moring          | 013         | 003         | 034        | 030        | –       | –       | –       | 026     | 011  | 010  | 008     | 005     | 107    |
| 13   | Synnøve Thoresen        | 023         | 018         | 024        | 010        | 032     | 008     | –       | –       | 019  | 019  | 005     | 004     | 97     |
| 14   | Hildegunn Fossen        | 018         | 031         | –          | –          | –       | –       | 022     | 003     | 014  | 015  | 006     | 013     | 92     |
| 15   | Jana Vápeníková         | 016         | 016         | 049        | 026        | 013     | 010     | 012     | 021     | 013  | 024  | 009     | 029     | 90     |
| 16   | Grete Ingeborg Nykkelmo | –           | –           | –          | –          | 026     | 002     | –       | 014     | 008  | 001  | –       | –       | 86     |
| 17   | Iwa Schkodrewa          | –           | 017         | 022        | 005        | 012     | 023     | 019     | 005     | –    | –    | –       | –       | 79     |
| 18   | Kerryn Pethybridge      | 031         | 028         | 008        | 012        | 036     | 028     | 011     | 010     | 023  | 035  | –       | 014     | 78     |
| 19   | Nadeschda Alexiewa      | 009         | 032         | 023        | 022        | 008     | 020     | 015     | 012     | –    | –    | –       | –       | 73     |
| 20   | Signe Trosten           | 015         | 010         | 020        | 020        | –       | –       | 005     | 016     | 027  | 027  | –       | –       | 70     |
| 21   | Tuija Sikiö             | 021         | 047         | 015        | 024        | –       | –       | 013     | 015     | 017  | 009  | –       | –       | 68     |
| 22   | Inger Björkbom          | 037         | 025         | 021        | 006        | 011     | 031     | –       | –       | 021  | 004  | –       | –       | 68     |
| 23   | Seija Hyytiäinen        | 010         | 015         | 025        | 036        | –       | –       | 004     | 019     | 022  | 021  | –       | –       | 66     |
| 24   | Jiřina Adamičková       | 028         | 026         | –          | –          | 019     | –       | –       | 009     | 020  | 020  | 014     | 008     | 66     |
| 25   | Jelena Melnikowa        | –           | 002         | 010        | 018        | –       | 012     | –       | –       | –    | –    | –       | –       | 64     |
| 26   | Yvonne Visser           | 040         | 024         | 028        | 015        | 049     | 031     | 006     | 002     | –    | –    | –       | –       | 59     |
| 27   | Martina Stede           | 014         | 013         | 014        | 045        | 005     | 026     | 025     | 031     | 026  | 028  | –       | –       | 59     |
| 28   | Marija Manolowa         | 019         | 043         | 043        | 011        | 006     | –       | 018     | 017     | –    | –    | –       | –       | 59     |
| 29   | Silwana Blagoewa        | 043         | 026         | 032        | 028        | 007     | 005     | 031     | 013     | –    | –    | –       | –       | 53     |
| 30   | Anna Sonnerup           | –           | –           | 040        | 044        | 035     | 015     | 010     | 006     | –    | –    | –       | –       | 47     |
| 31   | Tuija Vuoksiala         | –           | –           | –          | –          | –       | –       | –       | –       | –    | –    | –       | –       | 45     |
| 32   | Jelena Belowa           | –           | –           | –          | –          | –       | –       | –       | –       | –    | –    | –       | –       | 43     |
| 33   | Mia Stadig              | –           | –           | –          | –          | –       | –       | –       | –       | –    | –    | –       | –       | 42     |
| 34   | Unni Kristiansen        | –           | –           | –          | –          | –       | –       | –       | –       | –    | –    | –       | –       | 39     |
| 35   | Petra Nosková           | –           | –           | –          | –          | –       | –       | –       | –       | –    | –    | –       | –       | 38     |
| 36   | Nadeschda Talanowa      | –           | –           | –          | –          | –       | –       | –       | –       | –    | –    | –       | –       | 34     |
| 37   | Corinne Niogret         | –           | –           | –          | –          | –       | –       | –       | –       | –    | –    | –       | –       | 34     |
| 38   | Lise Meloche            | –           | –           | –          | –          | –       | –       | –       | –       | –    | –    | –       | –       | 32     |
| 39   | Natalja Pracharenko     | –           | –           | –          | –          | –       | –       | –       | –       | –    | –    | –       | –       | 32     |
| 40   | Nathalie Beausire       | –           | –           | –          | –          | –       | –       | –       | –       | –    | –    | –       | –       | 31     |
| 41   | Sylvie Payraud          | –           | –           | –          | –          | –       | –       | –       | –       | –    | –    | –       | –       | 30     |
| 42   | Swetlana Panjutina      | –           | –           | –          | –          | –       | –       | –       | –       | –    | –    | –       | –       | 29     |
| 43   | Johanna Saarinen        | –           | –           | –          | –          | –       | –       | –       | –       | –    | –    | –       | –       | 29     |
| 44   | Christina Eklund        | –           | –           | –          | –          | –       | –       | –       | –       | –    | –    | –       | –       | 24     |
| 45   | Dorina Pieper           | –           | –           | –          | –          | –       | –       | –       | –       | –    | –    | –       | –       | 22     |
| 46   | Anfissa Reszowa         | –           | –           | –          | –          | –       | –       | –       | –       | –    | –    | –       | –       | 22     |
| 47   | Mary Ostergren          | –           | –           | –          | –          | –       | –       | –       | –       | –    | –    | –       | –       | 21     |
| 48   | Anna Hermansson         | –           | –           | –          | –          | –       | –       | –       | –       | –    | –    | –       | –       | 20     |
| 49   | Beth Coats              | –           | –           | –          | –          | –       | –       | –       | –       | –    | –    | –       | –       | 20     |
| 50   | Sari Lähde              | –           | –           | –          | –          | –       | –       | –       | –       | –    | –    | –       | –       | 20     |
| 51   | Anne Briand             | –           | –           | –          | –          | –       | –       | –       | –       | –    | –    | –       | –       | 11     |
| 52   | Jane Isakson            | –           | –           | –          | –          | –       | –       | –       | –       | –    | –    | –       | –       | 9      |
| 53   | Yoshiko Honda           | –           | –           | –          | –          | –       | –       | –       | –       | –    | –    | –       | –       | 9      |
| 54   | Inger-Kristin Berg      | –           | –           | –          | –          | –       | –       | –       | –       | –    | –    | –       | –       | 9      |
| 55   | Jelena Bazewitsch       | –           | –           | –          | –          | –       | –       | –       | –       | –    | –    | –       | –       | 9      |
| 56   | Swetlana Paramygina     | –           | –           | –          | –          | –       | –       | –       | –       | –    | –    | –       | –       | 7      |
| 57   | Pam Nordheim            | –           | –           | –          | –          | –       | –       | –       | –       | –    | –    | –       | –       | 6      |
| 58   | Patrice Jankowski       | –           | –           | –          | –          | –       | –       | –       | –       | –    | –    | –       | –       | 5      |
| 59   | Joan Guetschow          | –           | –           | –          | –          | –       | –       | –       | –       | –    | –    | –       | –       | 5      |
| 60   | Sophie Vandercruche     | –           | –           | –          | –          | –       | –       | –       | –       | –    | –    | –       | –       | 4      |
| 61   | Daniela Hörburger       | –           | –           | –          | –          | –       | –       | –       | –       | –    | –    | –       | –       | 4      |
| 62   | Nancy Bell-Johnstone    | –           | –           | –          | –          | –       | –       | –       | –       | –    | –    | –       | –       | 4      |
| 63   | Pirjo Mattila           | –           | –           | –          | –          | –       | –       | –       | –       | –    | –    | –       | –       | 2      |
| 64   | Gillian Hamilton        | –           | –           | –          | –          | –       | –       | –       | –       | –    | –    | –       | –       | 2      |